# Миллер, Рой Эндрю
Рой Эндрю Миллер — американский лингвист, известный по изучению алтайских языков.

## Биография
Рой Эндрю Миллер родился в 1924 году. В 1953 он получил научную степень, изучая китайский язык и японский язык. В 1950-х годах он много работал с китайским и тибетским. В 1969 году он написал статью для Британской энциклопедии про тибето-бирманские языки.
В 1955—1963 годах он работает в Токио. Затем в 1964—1970 годах он работает в Йельском университете. Позднее он становится там главой департамента языков Южной и Восточной Азии. В 1971—1989 годах он занимал такой же пост в Вашингтонском университете. Затем он преподаёт в Европе, преимущественно в Германии и Скандинавии.